# وزارة السياحة والآثار (مصر)
وزارة السياحة والآثار المصرية (سابقًا كانت تعرف باسم وزارة السياحة المصرية) هي الوزارة المسؤولة عن تخطيط وتنظيم كل ما يتعلق بالسياحة في مصر.

## تاريخ الوزارة
يرجع تاريخ وزارة السياحة المصرية إلي حكومة علي صبري في مارس عام 1964 حيث عين الدكتور/ عبد القـادر حاتم نائباً لرئيس الوزراء للثقافة والإرشاد القومي ووزيراً للسياحة والآثار.
أنشئت وزارة السياحة بالقرار الجمهوري رقم 1441 لسنة 1966، ثم تعاقبت عليها قرارات جمهورية بإعادة تنظيمها انتهت بالقرار الجمهورى 712 لسنة 1981. وتعاقب عليها منذ أول ذكر لها 20 وزيراً، حيث عين الدكتور/ عزيز أحمد ياسين وزيراً للسياحة والآثار في وزارة الدكتور/ زكريا محي الدين (أكتوبر 1965)، وفي وزارة صدقي سليمان ورد ذكر السياحة عند تشكيل الوزارة مقترناً بالإسكان والمرافق، فعين الدكتور/ عزيز أحمد ياسين وزيرا للإسكان والسياحة والمرافق (سبتمبر 1966) وفي نوفمبر 1966 عين أمين شاكر وزيراً للسياحة، دون النص على الآثار.
وقد كانت تلك هي المرة الأولى التي تستقل فيها السياحة بوزارة منفردة، وهو الأمر الذي كان له أثر إيجابي على السياحة بصفة عامة، حيث عملت تلك الوزارة على متابعة شئون السياحة والسائحين فقط، واعتمدت على التعاون مع الوزارات الأخرى سواء للآثار أو غيرها لإنجاز المهام الأخرى ذات الصلة. وفي الوزارة التي شكلها الرئيس جمال عبد الناصر (مارس 1968) عين الدكتور/ محمد حافظ غانم وزيراً للسياحة، وفي سبتمبر 1969 عين السفير محمد عوض القوني وزيراً للسياحة، ثم خلفه الدكتور/ أحمد السيد درويش في وزارتي الدكتور فوزي الثانية (نوفمبر 1970) والثالثة (مايو 1971) وفي وزارة الدكتور/ فوزى الرابعة (سبتمبر 1971) عيـن المهندس/ إبراهيم نجيب وزيراً للسيـاحـة، ثم خلفـه الدكتور/ محمد زكى هاشم في وزارة الدكتور عزيز صدقي (يناير 1972).
وفي مارس 1973 عين السفير/ إسماعيل فهمي وزيراً للسياحة في الوزارة التي شكلها الرئيس السادات، وفي الوزارة الثانية التي شكلها الرئيس السادات في أبريل 1974 تولى المهندس إبراهيم نجيب منصب وزير السياحة ومعها الطيران المدني، وفي أكتوبر 1974 حدث تعديل وزارى محدود احتفظ فيه الدكتور/ إبراهيم نجيب بوزارة السياحة بعد فصلها عن الطيران المدني، إلا أن الطيران المدني تم إعادة ضمه لوزارة السياحة مرة ثانية في وزارتـي ممدوح سالم الثانية (مارس 1976) والثالثة (نوفمبر 1976)، ثم تولى المهندس/ محب رمزى استينو وزارة السياحة والطيران المدني عقب أحداث18، 19 يناير 1977، ثم خلفه الدكتور محمود أمين عبد الحافظ في وزارتي الدكتور مصطفى خليل (أكتوبر 1978 ويونيو 1979).
ومع بداية عقد الثمانينات، وفي وزارة الرئيس السادات الثالثة (مايو 1980) تولى علي جمال الناظر وزارة السياحة والطيران المدني، ثم خلفه عادل طاهر في وزارة الدكتور فؤاد محيي الدين (يناير 1982 – أغسطس 1982) وفي وزارة الدكتور فؤاد محيي الدين الثانية أسندت الوزارة (السياحة والطيران المدني) إلي توفيق عبده إسماعيل، ثم خلفه الدكتور/ وجيه شندى في وزارة كمال حسن علي (يوليو 1984) ثم تولي فؤاد سلطان وزارة السياحة والطيران المدني، في وزارة الدكتور/ علي لطفي (أكتوبر 1985) ووزارتي الدكتور عاطف صدقي (نوفمبر 1986 وأكتوبر 1987). وفي وزارة الدكتور/ عاطف صدقي الثـالثـة (أكتوبر1993) عين الدكتور/ ممدوح البلتاجي وزيراً للسيـاحـة واستمـر الدكتور/ البلتاجي في وزارة كل من الدكتور/ كمال الجنزوري والدكتور/ عاطف عبيد (حتى يوليو2004) وفي وزارة الدكتور/ أحمد نظيف يوليو2004 عين المهندس/ أحمد المغربي وزيراً للسياحة وفي يناير 2006 تولي السيد/ زهير جرانة وزارة السياحة في حكومة الدكتور/ أحمد نظيف الثانية حتى يناير 2011.
وبعد ثورة 25 يناير تم تولى السيد منير فخري عبد النور,في وزارة الفريق/أحمد شفيق(فبراير2011) ووزارة د/عصام شرف (مارس2011) ووزارة د/وزارة كمال الجنزوري(نوفمبر2011), وخلفه السيد/ هشام زعزوع في أغسطس 2012 في وزارة د. هشام قنديل.

## التشريعات المنظمة
- قرار رئيس الجمهورية رقم 1441 لسنة 1966 في شأن تنظيم وزارة السياحة والآثار.[1]
- قرار رئيس الجمهورية رقم 2335 لسنة 1967 في شأن تنظيم وزارة السياحة.[2]
- قانون رقم 2 لسنة 1973 في شأن إشراف وزارة السياحة على المناطق السياحية واستغلالها.[3]
- قرار رئيس الجمهورية رقم 1951 لسنة 1974 في شأن تنظيم وزارة السياحة.[4]
- قرار رئيس الجمهورية رقم 712 لسنة 1981 في شأن تنظيم وزارة السياحة.[5]
- قرار رئيس الجمهورية رقم 1222 لسنة 2020 في شأن تنظيم وزارة السياحة والآثار.[6]

## الجهات التابعة
- المجلس الأعلى للآثار.
- الهيئة المصرية العامة للتنشيط السياحي.
- هيئة المتحف المصري الكبير.
- هيئة المتحف القومي للحضارة المصرية.
- صندوق دعم السياحة والآثار.[7]
- الاتحاد المصري للغرف السياحية.
- الشركة القابضة للإستثمار في مجالات الآثار ونشر الثقافة الأثرية.[8]

## الوزراء
- شريف فتحي (3 يوليو 2024 - حتى الآن).
- أحمد عيسى أبو حسين
- خالد العناني
- رانيا المشاط
- يحيى راشد
- هشام زعزوع
- خالد رامي
- هشام زعزوع
- منير فخري عبد النور
- زهير جرانة
- أحمد المغربي
- ممدوح البلتاجي
- زكي هاشم
- إسماعيل فهمي

## وصلات خارجية
- الموقع الرسمي